# Facultad de Ingeniería (Universidad Peruana de Ciencias Aplicadas)
La Facultad de Ingeniería de la Universidad Peruana de Ciencias Aplicadas (siglas: UPC) es una de las 13 facultades que conforman dicha universidad. La facultad en la actualidad, dentro de la organización de la universidad, forma parte del área de Ingenierías y cuenta con 10 escuelas académico-profesionales: 
- Ciencias de la Computación
- Ingeniería Civil
- Ingeniería de Gestión Empresarial
- Ingeniería de Gestión Minera
- Ingeniería de Sistemas de Información
- Ingeniería de Software
- Ingeniería Electrónica
- Ingeniería Industrial
- Ingeniería Mecatrónica
- Ingeniería Ambiental

Estas escuelas brindan tanto estudios de pregrado como de postgrado. Se encuentra ubicada dentro de la ciudad universitaria.